# Eulachnus agilis
Eulachnus agilis är en insektsart som först beskrevs av Johann Heinrich Kaltenbach 1843. Enligt Catalogue of Life ingår Eulachnus agilis i släktet Eulachnus och familjen långrörsbladlöss, men enligt Dyntaxa är tillhörigheten istället släktet Eulachnus och familjen barkbladlöss. Arten är reproducerande i Sverige. Inga underarter finns listade i Catalogue of Life.